# Bohemannia
Bohemannia Stainton, 1859 è un genere di lepidotteri appartenenti alla famiglia Nepticulidae, diffuso in Eurasia.

## Specie
- Bohemannia auriciliella (Joannis, 1908)
- Bohemannia manschurella Puplesis, 1984
- Bohemannia nipponicella Hirano, 2010
- Bohemannia nubila Puplesis, 1985
- Bohemannia pulverosella (Stainton, 1849)
- Bohemannia quadrimaculella (Boheman, 1853)
- Bohemannia suiphunella Puplesis, 1984
- Bohemannia ussuriella Puplesis, 1984